# Millerleon bellulus
Millerleon bellulus är en insektsart som först beskrevs av Banks 1908.  Millerleon bellulus ingår i släktet Millerleon och familjen myrlejonsländor. Inga underarter finns listade i Catalogue of Life.